# Царське Село (музей-заповідник)

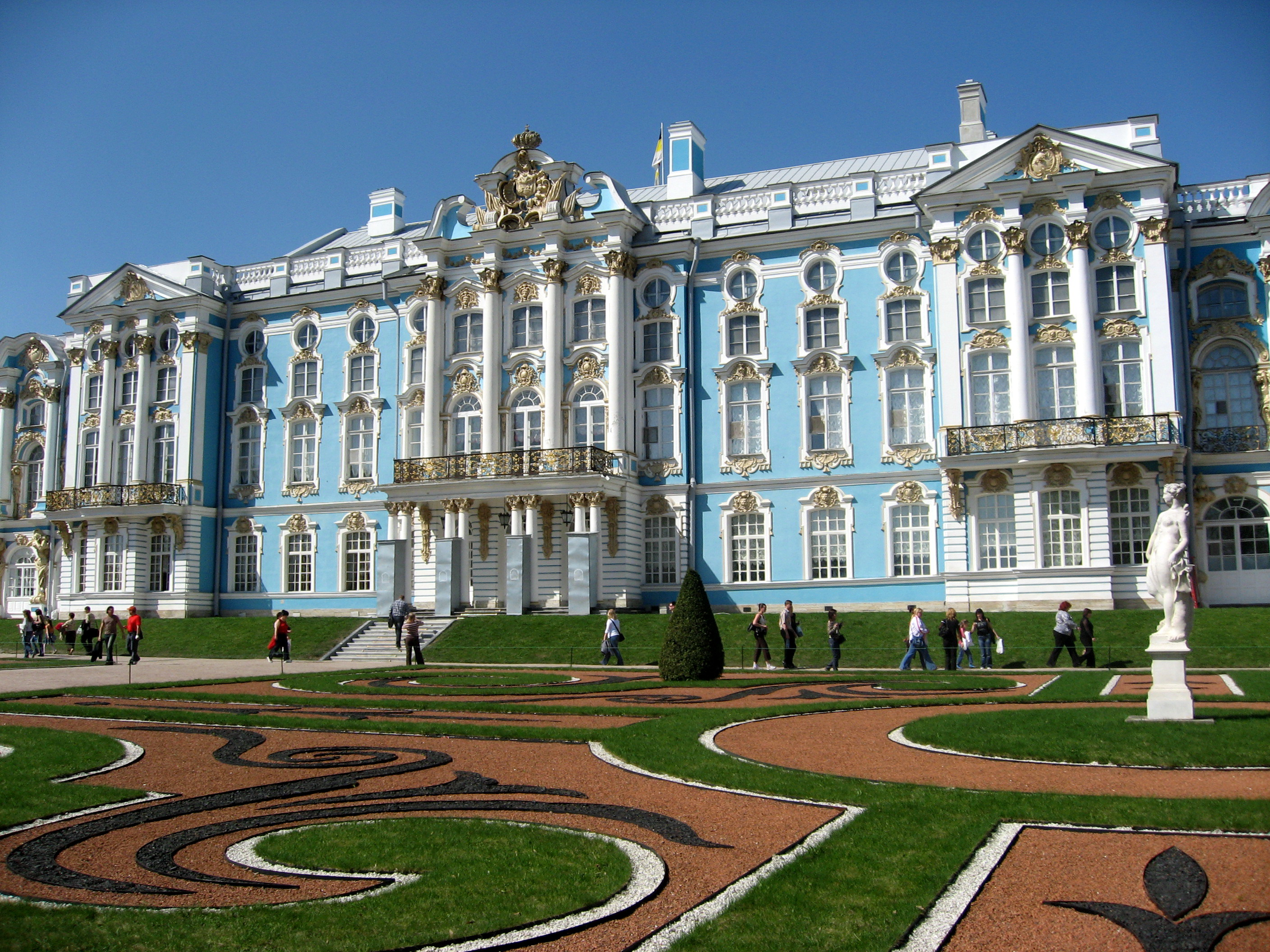
Парковий фасад Великого Царськосільського палацу.

Царське Село (музей-заповідник) — відомий у Росії й у світі палацово-парковий ансамбль, нині музейний заклад. Розташований у місті Пушкін та віднесений до складу міської агломерації міста Санкт-Петербург. Має розгалужену мережу стародавніх парків, павільйонів, палаців та службових приміщень. Належить до найкращих палацово-паркових ансамблів Європи і світу.

## Загальна характеристика
- Колишня резиденція царського, а потім імператорського двору Росії.
- Резиденція заснована 1710 року й у липні 2010 року відсвяткували 300-річчя з дня заснування.
- Резиденція націоналізована 1918 року після більшовицького перевороту у Петербурзі.
- Сильно постраждала на часі німецько-радянської війни 1941—1945 років, під час тимчасової німецької окупації. Відновлена і реставрована за старими кресленнями на період розквіту резиденції, що прийшовся на 1752—1796 роки.

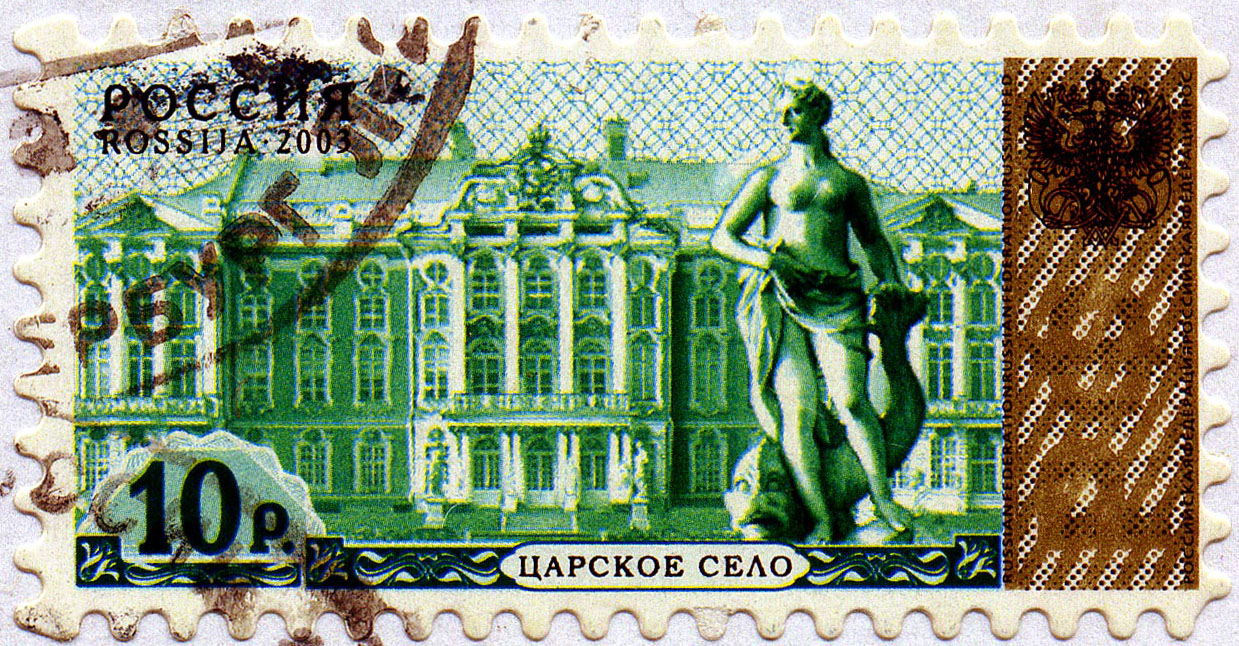
Російська марка 2003 року на честь Царського Села

- Кошти на реставрацію ансамблю були виділені урядом СРСР та Всесвітній банк. На закінчення реставраційних робіт потрібно ще 92.000.000 рублів.
- Статус музею-заповідника резиденція отримала 1992 року.
- Загальна площа Катерининського парку (старого саду бароко та пейзажного Англійського парку) становить 107 га.

Царське Село посіло надзвичайне місце в мистецтві країни, бо десятиліттями було місцем перебування та творчості декількох поколінь відомих митців (Андрій Квасов, Растреллі, Антоніо Рінальді, Чарльз Камерон, Джакомо Кваренгі), садівників (Ян Роозен, Д. Буш, В. Неєлов), поетів (О. С. Пушкін, Іннокентій Анненський, Анна Ахматова), низки державних діячів.

### Складові частини ансамблю

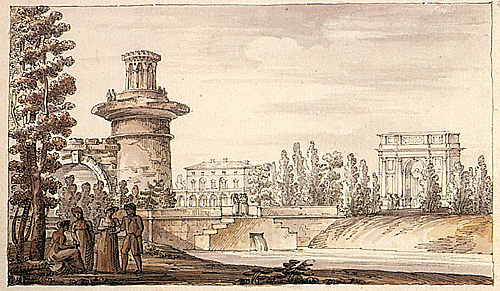
Вежа-руїна в парку Царського Села, малюнок Джакомо Кваренгі 18 ст. місто Мілан, Італія

- Великий Царськосільський палац, або також Катерининський палац (названий так на честь дружини Петра — цариці Катерини І.
- Знаменська церква (1716, перебудови 1734, 1864—1865 роки)
- Сад бароко
- Пейзажний парк
- Стайні на 200 коней

- Манеж
- Екіпажний сарай з каретами
- Павільйон Грот
- Павільйон Ермітаж
- Холодні лазні
- Камеронова галерея

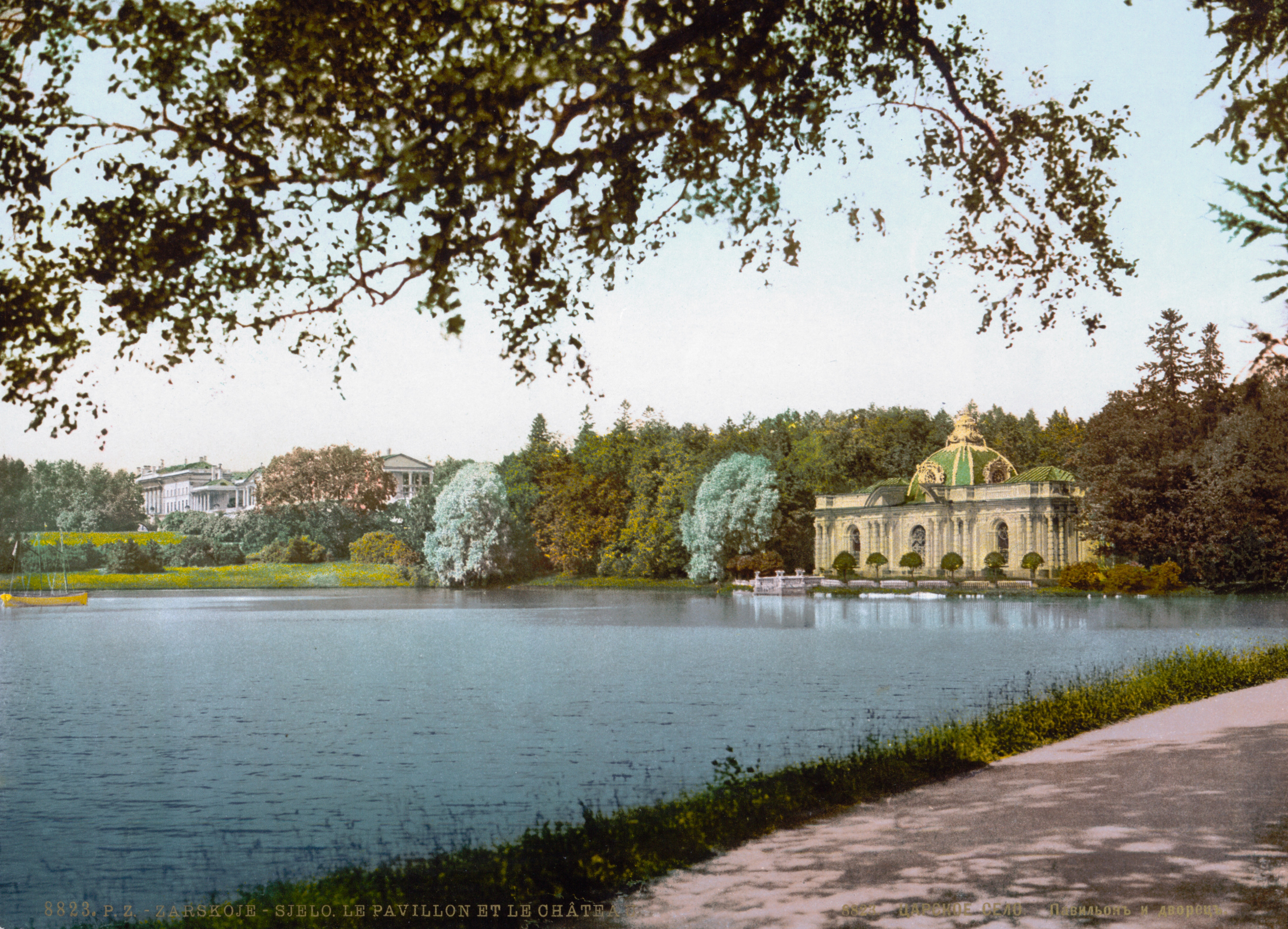
У парку Царського Села (світлина до 1905 року)

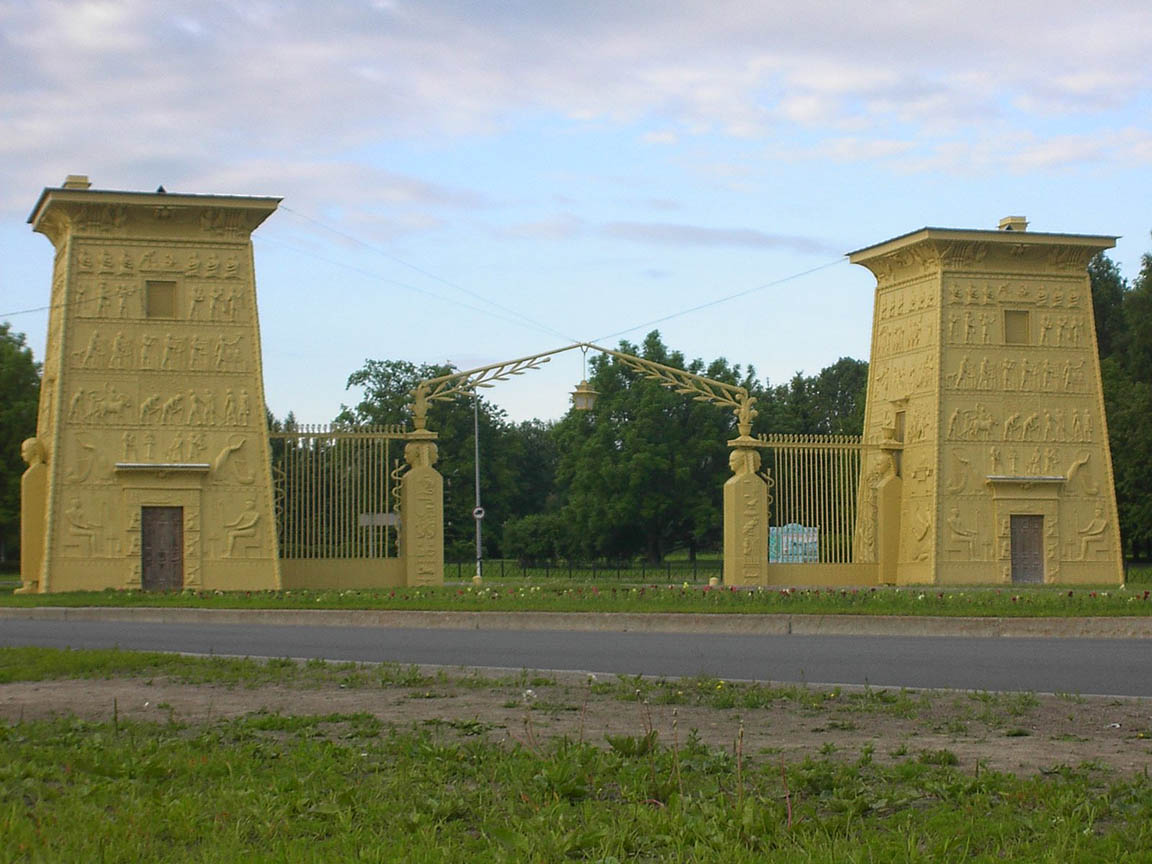
Єгипетська брама

- Павільйони пейзажного парку — Вечірня зала, Турецькі лазні, Пандус, Верхня та Нижня ванни, Ермітажна кухня, Кухня-руїна, Концертна зала, Палладіїв міст, Арсенал, Піраміда, Дерев'яна купальня, Вежа-руїна, неоготична караулка біля Баболовських воріт, Біла вежа, павільйон Шапель, Велика оранжерея.
- ансамбль — Китайське село з театром, парковими містками та альтанками
- ансамбль — Адміралтейство (три павільйони)
- залишки ансамблю — містечко Софія
- ансамбль — Федорівський городок.
- Александрівський палац з пейзажним парком
- Царськосільський ліцей.
- Єгипетська брама

### Великий Царськосільський палац

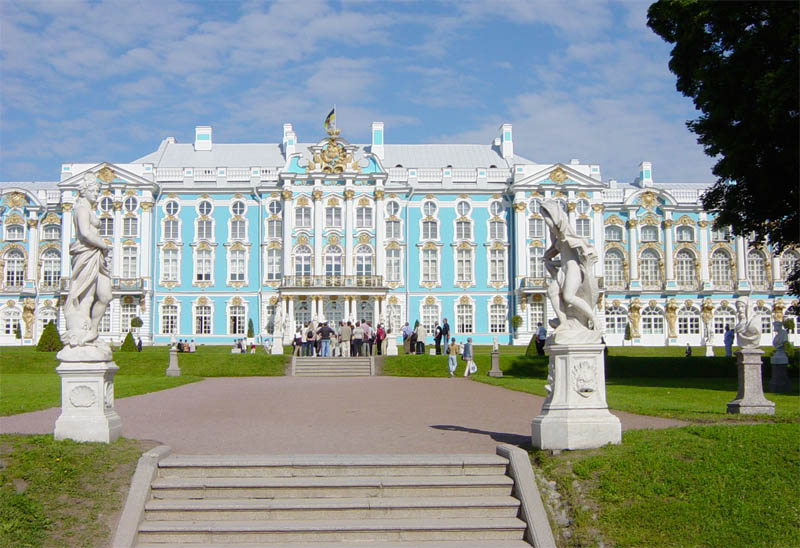
Вигляд Середнього будинку після добудов та реставрації на 2006 рік

Великий Царскосільський палац (або Катерининський палац) побудований у 1710-х роках на відстані 26 верст від Петербурга на підвищенні навколо гаю, який став складовою частиною саду бароко. Первісна невелика будівля була на 17 осей та 2 поверхи. Пізніше зазнала надбудов та додатків з боків, отримавши назву Середній будинок. До будівництва були залучені найкращі на той час архітектори Й. Браунштейн, Й. Ферстер, Земцов Михайло Григорович, Квасов Андрій Васильович, Чевакинський Савва Іванович.
1741 року російський трон посіла дочка Петра І — Єлизавета. Вона і розпочала масштабну перебудову палацу в Царському Селі, що належав її матері Катерині. Проекти та перебудови здійснили спочатку Савва Чевакінський, а потім Вартоломей Растреллі. Останній і надав палацу величного і розкішного вигляду, що став шедевром архітектора та доби російського бароко. Це визнавали усі спадкоємці престолу і в подальшому наважувались міняти лише інтер'єри палацу, залишаючи без змін фасади. На часи праці в резиденції архітектора Растреллі і відреставровано сучасну будівлю після руйнацій фашистами.

### Інтер'єри Царськосільського палацу
Інтер'єри Великого Царськосільського палацу змінювались впродовж століть і мають ознаки стилів бароко, класицизм, еклектика. Над їх створенням працювали найкращі архітектори — Вартоломей Растреллі, Антоніо Рінальді, Чарльз Камерон, В. Стасов. В палаці не було всесвітньо відомих шедеврів живопису чи скульптури, хоча тут і зберігалися твори
- Джованні Бенедетто Кастільйоне[1]
- П'єтро Ротарі
- Порцеляна Китаю
- європейські меблі
- плафони венеційських художників 18 століття (Джузеппе Валеріані, Гаспаро Діціані)
- садово-паркова скульптура венеційських майстрів (П'єтро Баратта, Бартоломео Модоло, Антоніо Тарсія, Джозе Дземіньяні)[2]

Але є один виняток — Бурштинова кімната. Викрадена німецькими фашистами під час війни з СРСР, вона зникла і не була віднайдена в повоєнні десятиліття. Уряд Росії ініціював відтворення декору унікальної пам'ятки за старими малюнками та фото.

### Картинна зала

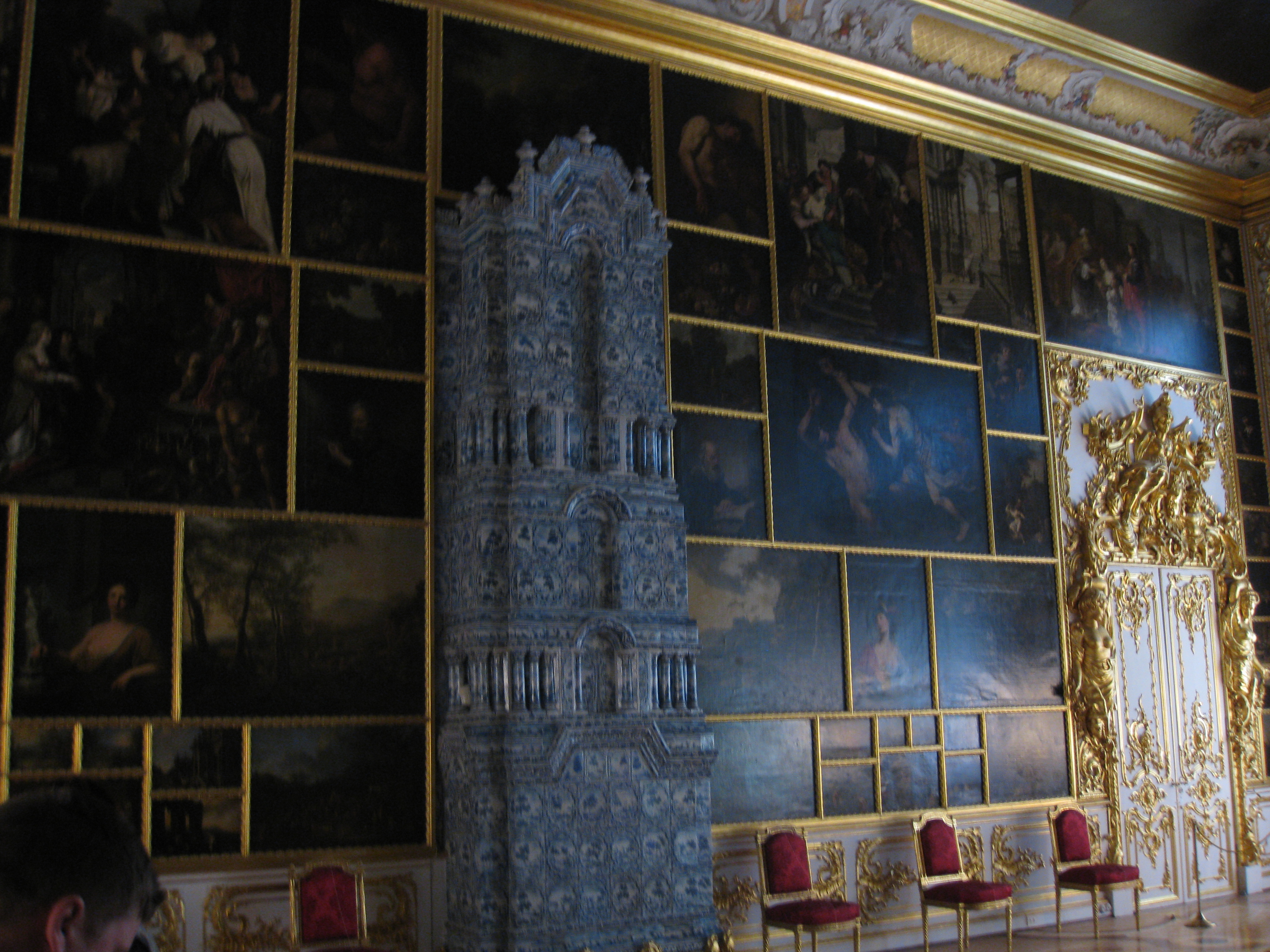
Реставрована картинна зала.

Серед реставрованих інтер'єрів Великого Царськосільського палацу особливе місце посідає Картинна зала. Ще в часи евакуації особливо вартісних речей з палацу, зі стін зняли 115 полотен західноєвропейських майстрів та вивезли їх в небезпечне місце. Під час фашистської окупації Зала постраждала, як і більшість кімнат палацу. Але відновити її декор було значно легше через збереженість картин.
Відновлені золочені деталі порталу, десюдепорт, піч з кахлями. На стелі встановили плафон (живопис)- копію картини венеційця Гаспаро Діцциані. Усі стіни зали вкриті картинами в манері шпалер. Подібне використання картин — історична особливість тої доби, коли картина ще не розглядалась як окремий мистецький артефакт, окремий і самоцінний. Картини групували лише за декоративними якостями і ознаками. Пейзажі межували з портретами, а сцени кохання з драматичними біблійними чи військовими сюжетами. Подібне використання картин було досить недовгим і як історичний анахронізм збереглося лише в Царському Селі, в палаці Петра ІІІ в передмісті Оранієнбаум, і також в так званій Портретній залі палацу в Петергофі. В 18 столітті подібне щільне розташування картин використовували в залах Підгорецького замку в Україні.

### Скульптури Царського Села

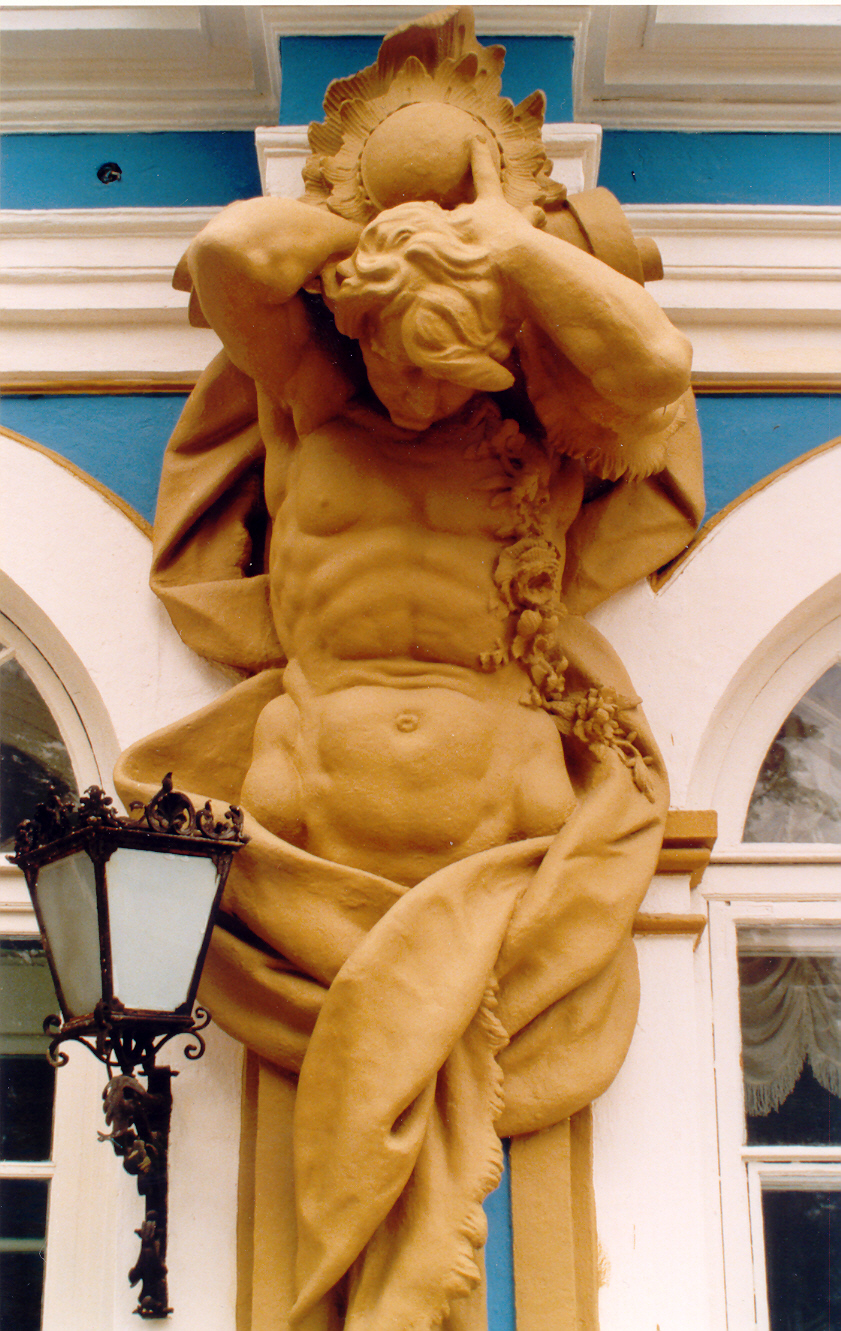
Скульптор Йоган Дункер. Атлант.

Декоративна скульптура використовувалась в Царському Селі з часів його заснування. Спочатку це була мармурова скульптура венеційських майстрів в саду бароко. Декоративну скульптуру широко використав архітектор Вартоломей Растреллі під час перебудов Царскосільського палацу, залучивши до співпраці скульптора Дункера.
В добу імператриці Катерини ІІ мармурові скульптури з Венеції купувати перестали. Натомість імператриця наказала прикрасити погруддями давньоримських імператорів прогулянкову Камеронову галерею в парку. Оригінали зберігали в павільйоні Грот, а в галереї встановили копії з бронзи.
На початку ХХІ століття останньою з встановлених скульптур в Царському Селі стало погруддя архітектора Растреллі, автора пишного архітектурного ансамблю, який реставрують.

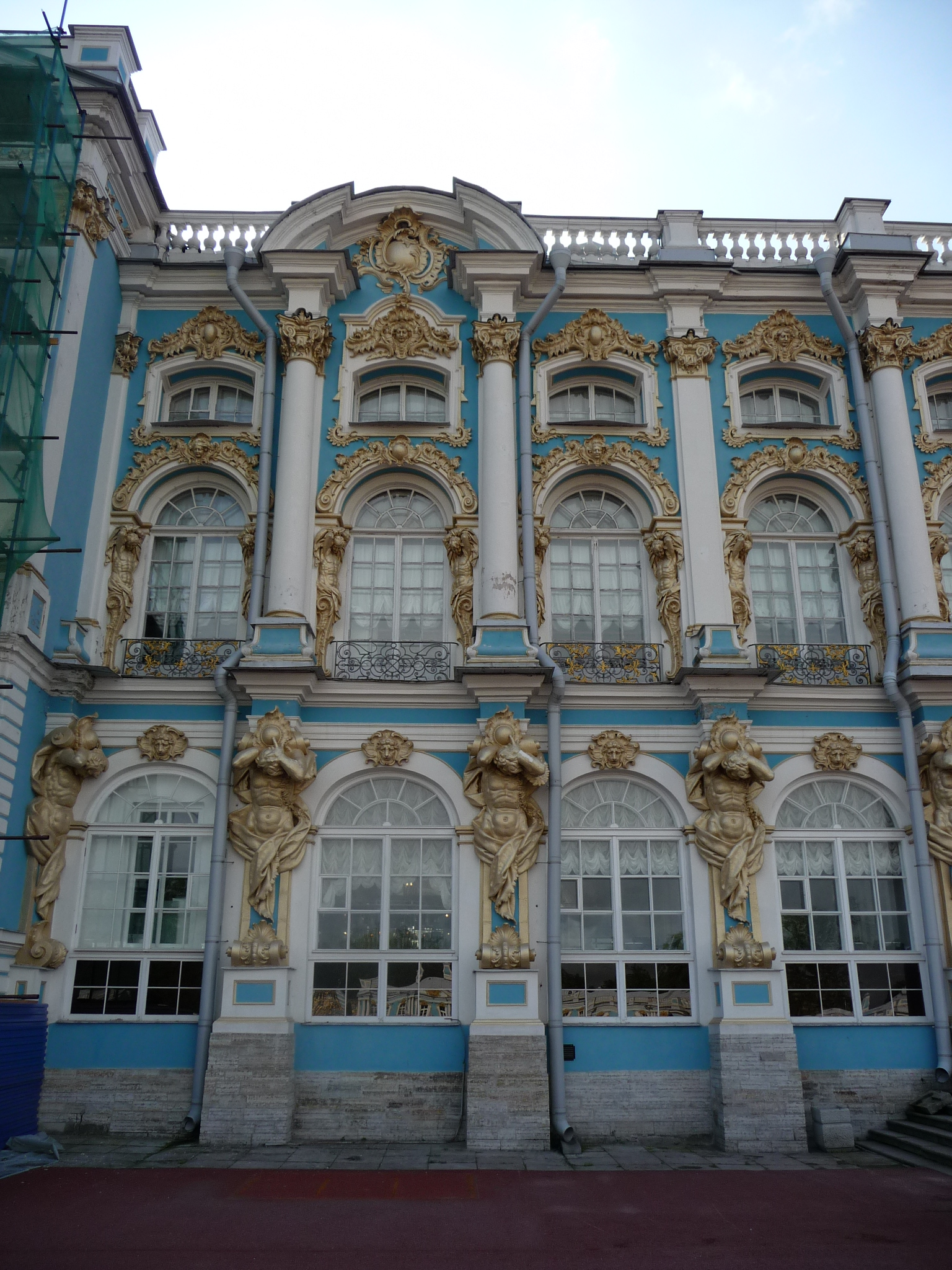
Скульптурні оздоби палацового фасаду
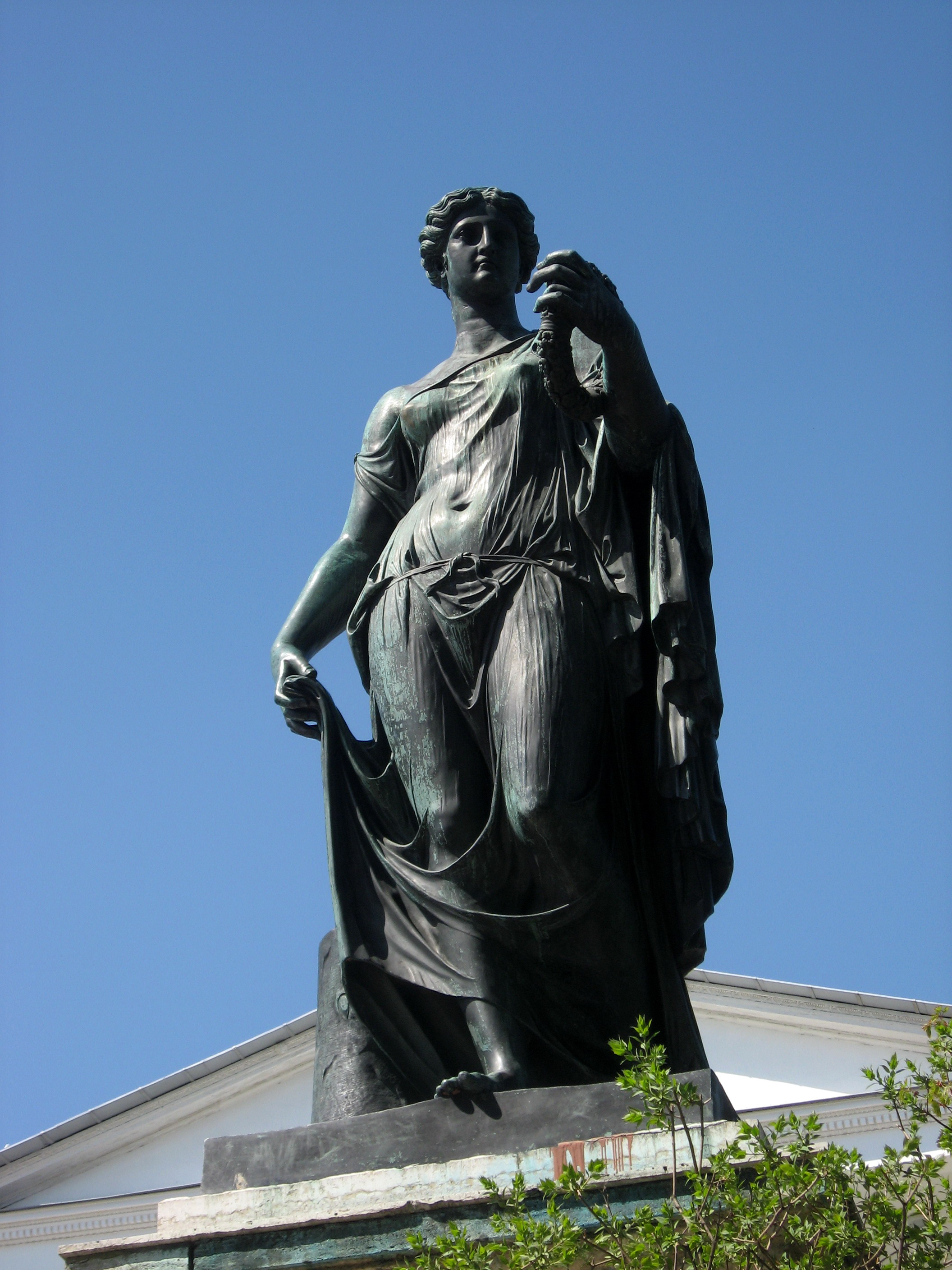
Бронзова скульптура Камеронової галереї

### Китайське село з театром

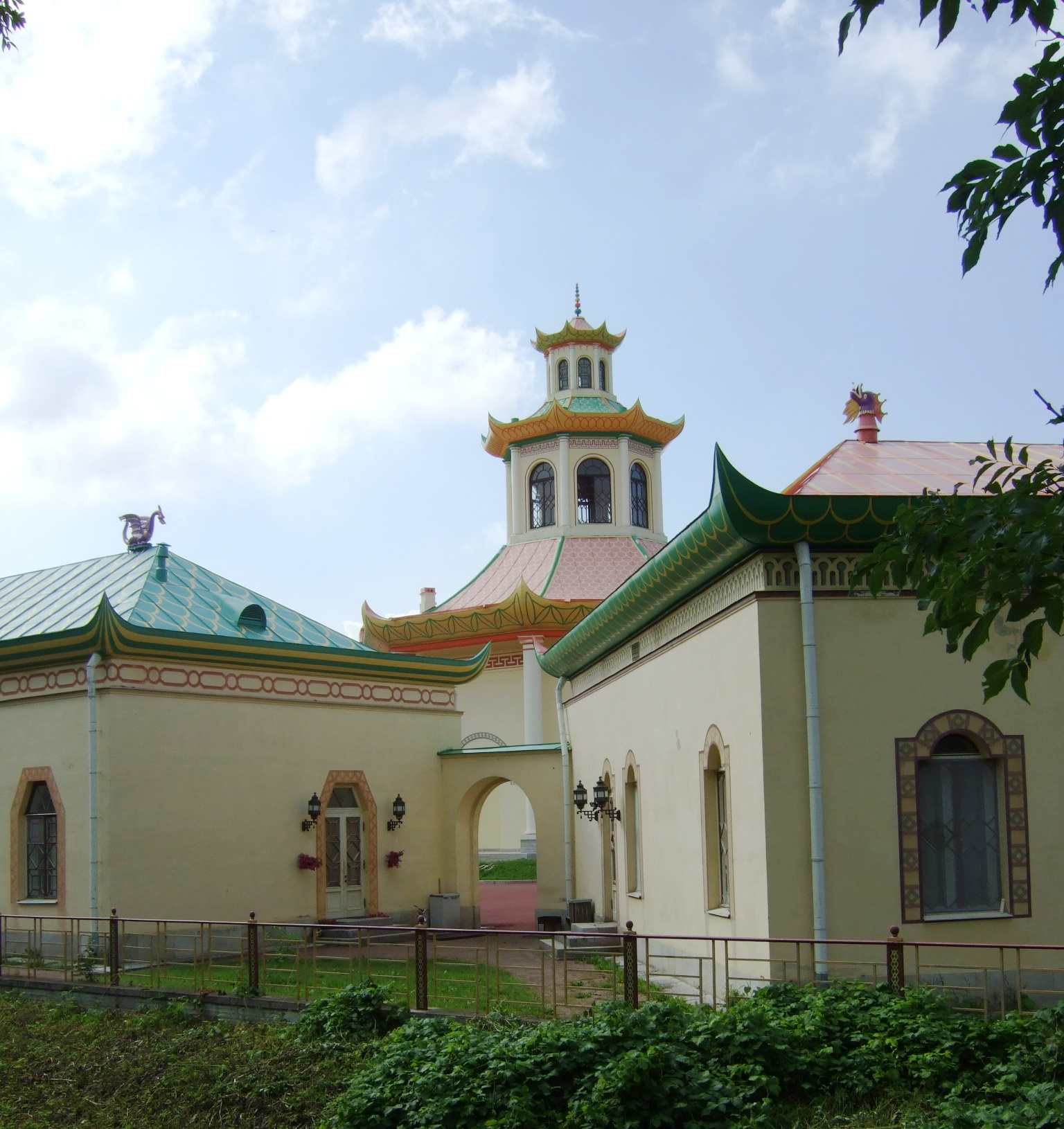

До створення Китайського села в парку імператриця Катерина ІІ залучила італійського архітектора Антоніо Рінальді, що працював за її замовленнями ще до її захоплення російського престолу.
Рінальді створив проект цілого ансамблю з 12 будівель у стилі шинуазрі, віртуозно обігравши стереотипні уявлення сучасників про далеку та екзотичну країну. За проєктом, ансамбль складався би з 18 будиночків, але у повному обсязі первісний проєкт не був втілений.
Зі справжнім Китаєм ці паркові споруди не мали нічого спільного, бо були фантазійним, карнавальним відтворенням екзотики на китайську тему. Будиночки Китайського села використовували для житла, а театр слугував для вечірніх розваг імператриці та дипломатів. Значно пошкоджений фашистами ансамбль перебуває в стані відновлення та реставрації. Китайський театр (Царське Село) (1778—1779 років) було пошкоджено ще під час артобстрілу 1941 року і не відновлено на початок ХХІ століття. 12 будиночків села відновлені та використовуються як елітний готель.

### Павільйон Ермітаж

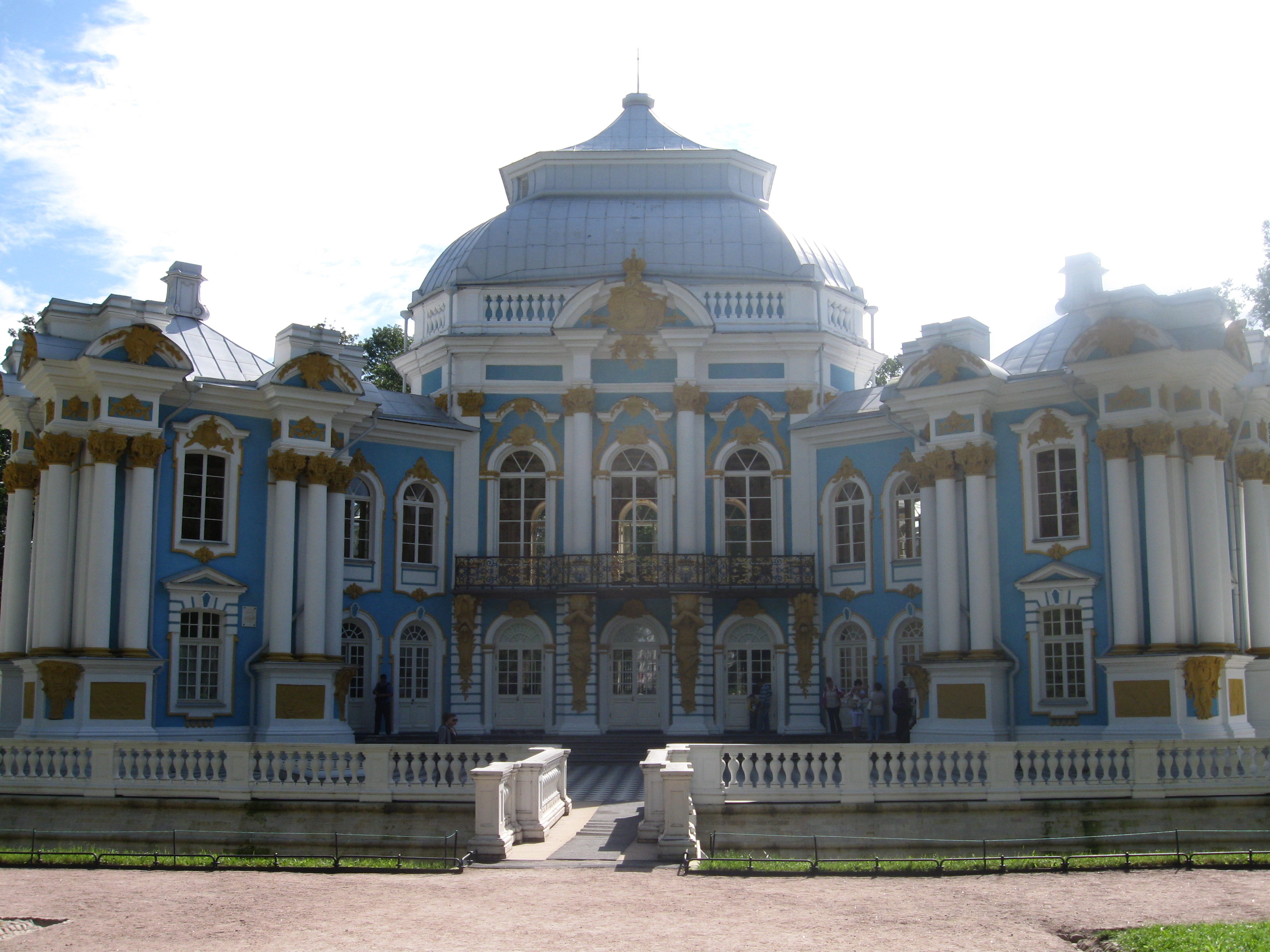
Павільйон Ермітаж, фото 2012 року

До найкращих павільйонів доби бароко в творчості Растреллі, що збережені до 2010 р., належить павільйон Ермітаж. Але споруда перейшла до Растреллі у спадок від попередників. Первісний проект розробив Михайло Земцов ще 1743 року. Споруду встигли вибудувати начорно через смерть архітектора. Добудови проводив архітектор Савва Чевакинський. Але невеличким, але казково пишним палациком його зробив Вартоломей Растреллі.
Велична споруда на 2 поверхи має центральну залу та чотири бічні кабінети. Фасади мають пишні оздоби в єдиному стилі з Царськосільським палацом і барокові дахи з переломом. Павільйон упродовж ХІХ—ХХ століть втратив скульптурні оздоби та вази на даху, плафони та десюдепорти роботи Джузеппе Валеріані та А. Бельського, викрадені чи зруйновані окупантами. Навіть у неповністю відреставрованому вигляді є найкращим зразком павільйонів XVIII століття, що збереглися донині. Ермітаж був використаний на натурних зйомках багатьох історичних та документальних кінострічок.
У часи реконструкції саду бароко Царського Села в пейзажний парк наприкінці XVIII століття, були докорінно змінені острів, на якому був розташований павільйон, рослинність навколо Ермітажу (так званий Ермітажний гай), засипані його рови з водою. Павільйон з казковою архітектурою опинився наче на дикій лісовій галявині, що зовсім не відповідало стилістиці бароко і первісному розплануванню цієї частини парку. В такому вигляді він і перебував упродовж ХХ століття.
На початку ХХІ століття проведені роботи з відновлення колишнього острівця, рову з водою та упорядкування Ермітажного гаю. Фасади та первісне розпланування павільйону не зазнали значних втручань і збереглися без перебудов з 1748 року. Інтер'єри лише реставровані за старими кресленнями Ф. В. Растреллі у 2006—2010 роках. Вперше за останні 70 років павільйон відкрито для відвідин до 300-річного ювілею палацово-паркового ансамблю.

### Павільйон Арсенал

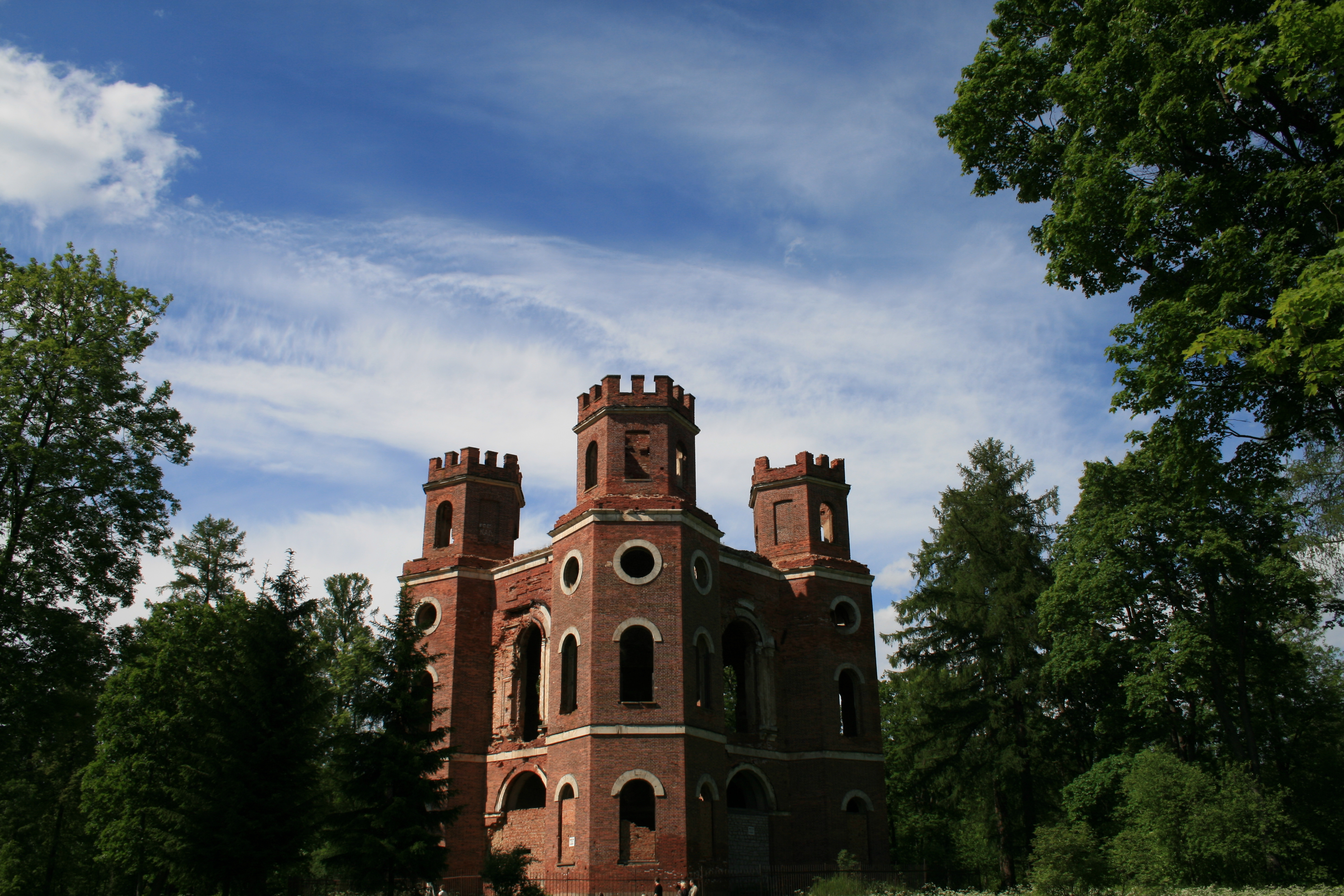
Павільйон Арсенал, стан на 2008 рік.

Арсенал (Царське Село) — парковий павільйон доби романтизму, побудований у 1819—1934 роках (архітектор А. Менелас). Має вигляд двоповерхової вежі з готичними вікнами, куди замість звичного віконного скла вставили оригінальні вітражі середньовіччя. Збірка зброї в приміщенні була невелика через невеликі розміри самого павільйону.
За часів СРСР колекція зброї з павільйону була переведена до складу музею Ермітаж і таким чином частково збережена. На часі німецької окупації Царського Села, павільйон Арсенал зазнав часткового пошкодження, втратив вікна, дахи, міжповерхові перекриття. Будівля на консервації, зберігається в напівзруйнованому стані.

### Сад бароко

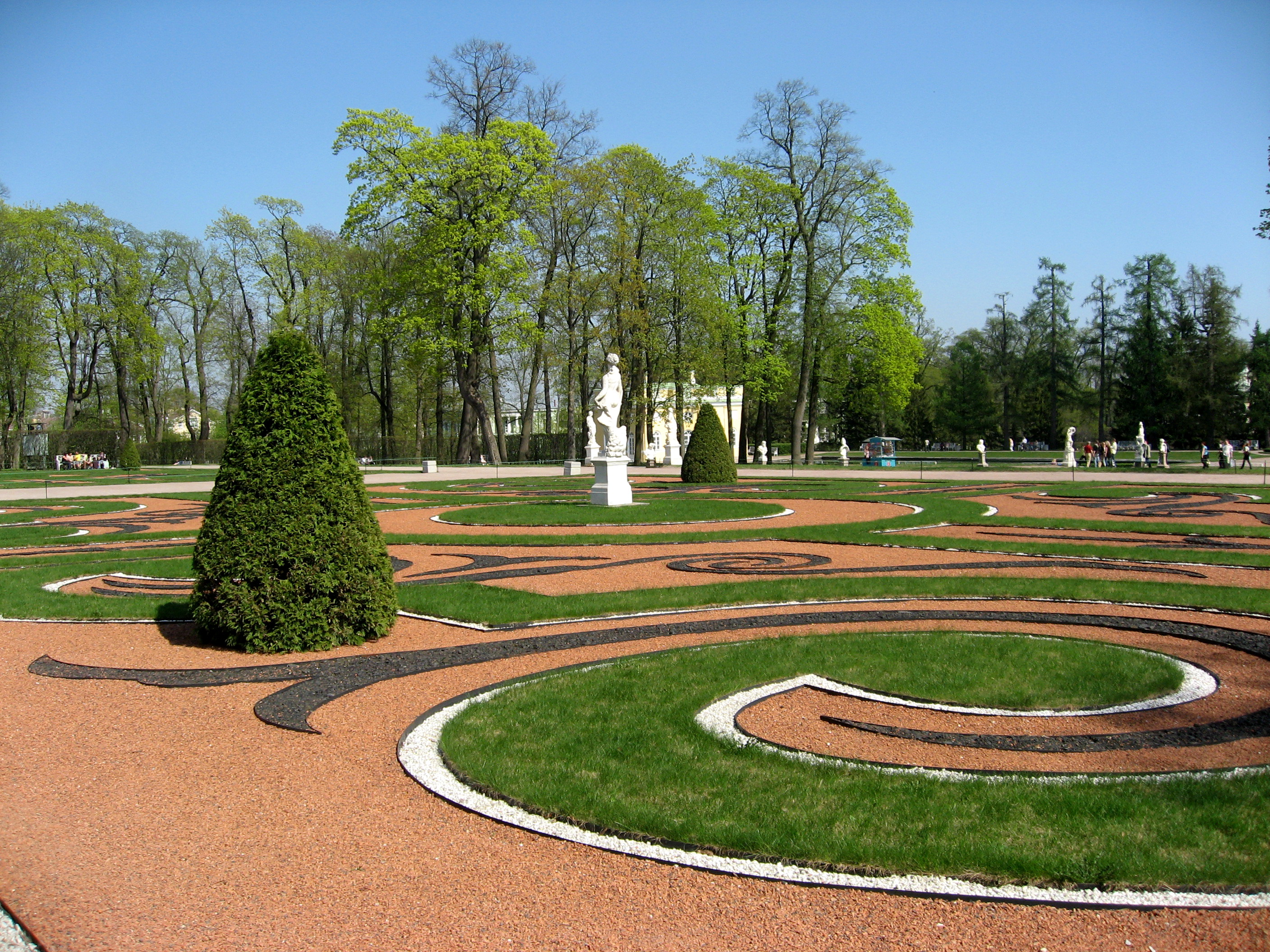
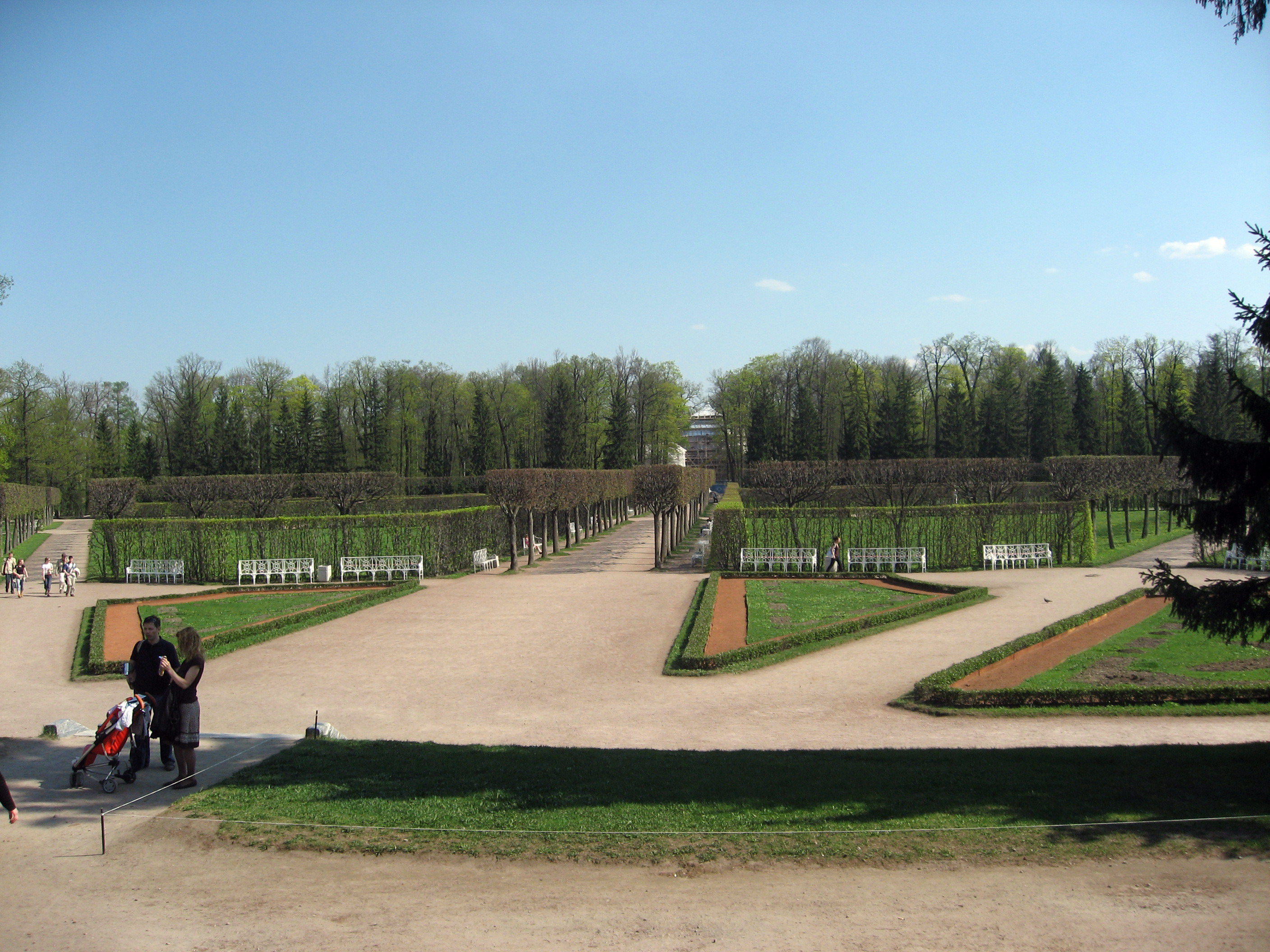
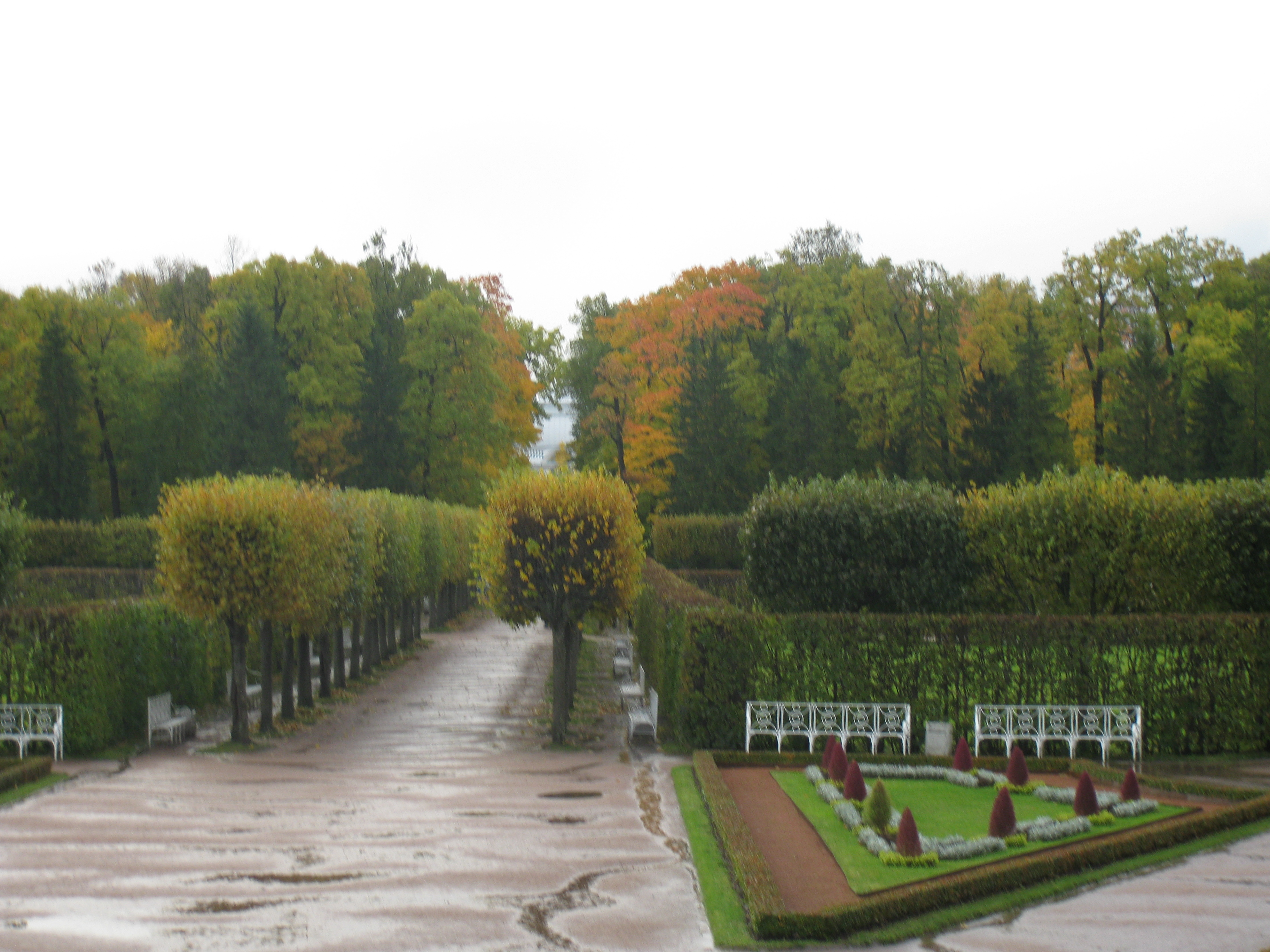

Сад бароко Царського Села належав до найкращих зразків регулярних садів у Російській імперії. Розпланований на єдиній осі з Царськосільським палацом, він мав усі характерні оздоби тої доби — павільйон Ермітаж, ставки-дзеркала, різноманітні партери, мармурову скульптуру. Зіпсований та напівзнищений пейзажними додатками, сад бароко частково відновлений на історичних та випадково збережених частинах.

### Пейзажний парк

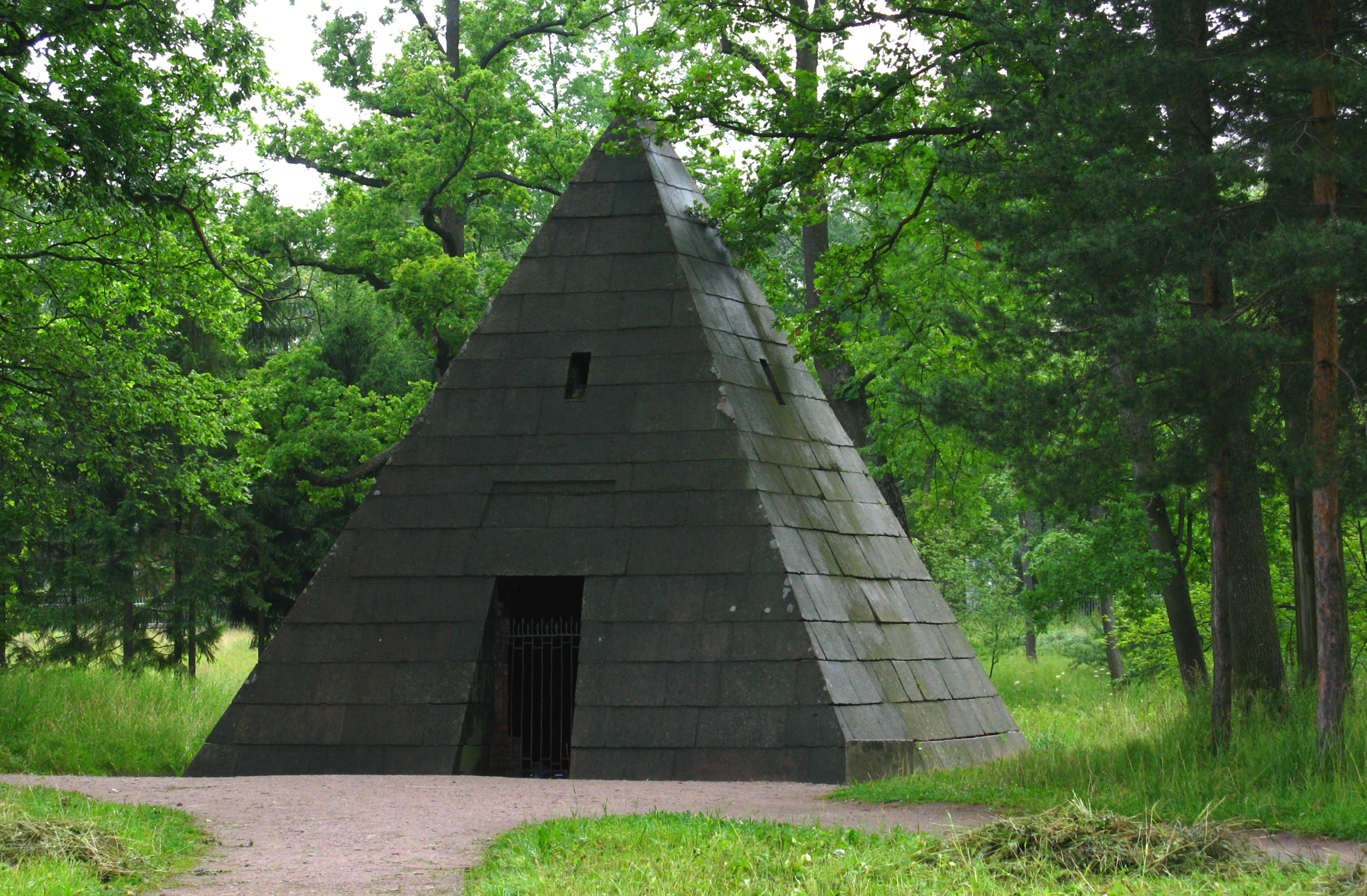
Піраміда в пейзажному парку Царського Села.

Пейзажна частина парку найбільша і розпланована в добу Катерини ІІ. Доповнена декількома павільйонами та монументами на честь військових перемог Російської імперії у війнах, які вела впродовж свого царювання енергійна імператриця. Частка павільйонів стереотипна, майже типова (Піраміда, Палладіїв міст), їх можна було зустріти і в інших парках Європи, частка — оригінальні — Чесменська колона, Турецькі лазні, Ермітажна кухня.